# Nuoto ai Giochi della XXIX Olimpiade - Staffetta 4x100 metri misti maschile

## Record
Prima di questa competizione, il record del mondo (WR) e il record olimpico (OR) erano i seguenti.
|  | 3'30"68 | Aaron Peirsol, Brendan Hansen, Ian Crocker e Jason Lezak Stati Uniti | 21 agosto 2004 Atene, Grecia |
|  | 3'30"68 | Aaron Peirsol, Brendan Hansen, Ian Crocker e Jason Lezak Stati Uniti | 21 agosto 2004 Atene, Grecia |

Durante l'evento sono stati migliorati i seguenti record:
| Data      | Evento | Atleta                          | Nazione     | Tempo   | Record |
| --------- | ------ | ------------------------------- | ----------- | ------- | ------ |
| 17 agosto | Finale | Peirsol, Hansen, Phelps e Lezak | Stati Uniti | 3'29"34 |        |

## Batterie
Si sono svolte 2 batterie di qualificazione. Le prime 8 squadre si sono qualificate direttamente per la finale.
- Venerdì  15 agosto

| Pos | Batteria | Corsia | Nazione       | Atleti                                                                                           | Tempo   | Note |
| --- | -------- | ------ | ------------- | ------------------------------------------------------------------------------------------------ | ------- | ---- |
| 1   | 2        | 4      | Stati Uniti   | Matt Grevers 53.59 Mark Gangloff 1:00.35 Ian Crocker 50.85 Garrett Weber-Gale 47.96              | 3:32.75 | Q    |
| 2   | 1        | 4      | Australia     | Ashley Delaney 53.74 Christian Sprenger 59.95 Adam Pine 51.66 Matt Targett 47.41                 | 3:32.76 | Q    |
| 3   | 1        | 5      | Giappone      | Junichi Miyashita 54.29 Kōsuke Kitajima 58.79 Takurō Fujii 50.86 Hisayoshi Satō 48.87            | 3:32.81 | Q    |
| 4   | 2        | 3      | Russia        | Arkady Vyatchanin 53.86 Roman Sludnov 59.63 Nikolay Skvortsov 51.62 Andrey Grechin 48.48         | 3:33.59 | Q    |
| 5   | 1        | 6      | Gran Bretagna | Liam Tancock 54.67 Chris Cook 59.40 Michael Rock 51.99 Simon Burnett 47.77                       | 3:33.83 | Q    |
| 6   | 2        | 8      | Nuova Zelanda | Daniel Bell 54.52 Glenn Snyders 59.46 Corney Swanepoel 52.12 Cam Gibson 47.99                    | 3:34.09 | Q    |
| 7   | 2        | 6      | Sudafrica     | Gerhard Zandberg 54.19 Cameron van der Burgh 59.68 Lyndon Ferns 52.33 Darian Townsend 47.96      | 3:34.16 | Q    |
| 8   | 2        | 7      | Italia        | Mirco Di Tora 54.05 Alessandro Terrin 1:01.25 Mattia Nalesso 51.96 Filippo Magnini 47.06         | 3:34.32 | Q NR |
| 9   | 2        | 1      | Francia       | Benjamin Stasiulis 55.46 Hugues Duboscq 59.29 Christophe Lebon 51.97 Fabien Gilot 48.06          | 3:34.78 |      |
| 10  | 2        | 5      | Canada        | Jake Tapp 55.16 Mike Andrew Brown 1:00.98 Joe Bartoch 52.58 Brent Hayden 46.84                   | 3:35.56 |      |
| 11  | 1        | 2      | Svezia        | Simon Sjödin 55.27 Jonas Andersson 1:01.22 Lars Frölander 51.13 Jonas Persson 48.21              | 3:35.83 |      |
| 12  | 2        | 2      | Croazia       | Gordan Kožulj 54.91 Vanja Rogulj 1:01.30 Mario Todorovic 51.52 Duje Draganja 49.96               | 3:37.69 |      |
| 13  | 1        | 1      | Romania       | Răzvan Florea 54.81 Valentin Preda 1:01.41 Ștefan Gherghel 52.44 Norbert Trandafir 49.34         | 3:38.00 |      |
| 14  | 1        | 3      | Brasile       | Guilherme Guido 54.78 Felipe França 1:02.06 Kaio Almeida 53.31 Nicolas Oliveira 48.51            | 3:38.66 |      |
| 15  | 1        | 7      | Ucraina       | Oleksandr Isakov 56.66 Valerii Dymo 1:00.61 Sergii Breus 52.38 Yuriy Yegoshin 49.11              | 3:38.76 |      |
| 16  | 1        | 8      | Bielorussia   | Pavel Sankovič 55.11 Viktar Vabishchevich 1:01.89 Evgeny Lazuka 52.63 Stanislav Neverovsky 49.76 | 3:39.39 |      |

## Finale
- Domenica 17 agosto

| Pos | Corsia | Nazione       | Atleti                                                                                              | Tempo   | Note |
| --- | ------ | ------------- | --------------------------------------------------------------------------------------------------- | ------- | ---- |
| 1   | 4      | Stati Uniti   | Aaron Peirsol (53.16) Brendan Hansen (59.27) Michael Phelps (50.15) Jason Lezak (46.76)             | 3:29.34 | WR   |
| 2   | 5      | Australia     | Hayden Stoeckel (53.80) Brenton Rickard (58.56) Andrew Lauterstein (51.03) Eamon Sullivan (46.65)   | 3:30.04 | OC   |
| 3   | 3      | Giappone      | Junichi Miyashita (53.87) Kōsuke Kitajima (58.07) Takurō Fujii (50.89) Hisayoshi Satō (48.35)       | 3:31.18 | AS   |
| 4   | 6      | Russia        | Arkady Vyatchanin (53.36) Roman Sludnov (59.45) Evgeny Korotyshkin (51.62) Evgeny Lagunov (47.49)   | 3:31.92 | ER   |
| 5   | 7      | Nuova Zelanda | Daniel Bell (54.74) Glenn Snyders (59.87) Corney Swanepoel (51.78) Cam Gibson (47.00)               | 3:33.39 |      |
| 6   | 2      | Gran Bretagna | Liam Tancock (54.69) Chris Cook (59.65) Michael Rock (52.02) Simon Burnett (47.33)                  | 3:33.69 | NR   |
| 7   | 1      | Sudafrica     | Gerhard Zandberg (54.69) Cameron van der Burgh (59.40) Lyndon Ferns (51.39) Darian Townsend (48.22) | 3:33.70 | AF   |
| -   | 8      | Italia        | Mirco Di Tora (54.52) Loris Facci (1:00.55) Mattia Nalesso (52.26) Filippo Magnini (Falsa Partenza) | SQ      |      |